# Synaldis
Synaldis är ett släkte av steklar som beskrevs av Förster 1862. Synaldis ingår i familjen bracksteklar.

## Dottertaxa tillSynaldis, i alfabetisk ordning[1][2]
- Synaldis acutidens
- Synaldis alfalfae
- Synaldis altera
- Synaldis aplicata
- Synaldis argamani
- Synaldis armenica
- Synaldis azorica
- Synaldis babiyana
- Synaldis baloghi
- Synaldis bavarica
- Synaldis bicolorator
- Synaldis blantoni
- Synaldis bokhaica
- Synaldis bullis
- Synaldis cabinica
- Synaldis cespitator
- Synaldis concolor
- Synaldis cultrigaster
- Synaldis difficilis
- Synaldis distenta
- Synaldis distracta
- Synaldis esipenkoi
- Synaldis evgenievka
- Synaldis exitiosae
- Synaldis extremiorientalis
- Synaldis fraudulenta
- Synaldis fuscoflava
- Synaldis glabrifovea
- Synaldis glabripleura
- Synaldis globipes
- Synaldis goeteborgensis
- Synaldis graeca
- Synaldis hirsuta
- Synaldis incisa
- Synaldis incompleta
- Synaldis israelica
- Synaldis jordanica
- Synaldis kangauziensis
- Synaldis kaszabiana
- Synaldis kitweensis
- Synaldis lacessiva
- Synaldis laquintensis
- Synaldis leshii
- Synaldis licho
- Synaldis liliputana
- Synaldis madeiracola
- Synaldis mandibulata
- Synaldis maruyamae
- Synaldis matherana
- Synaldis maxima
- Synaldis megaseliae
- Synaldis megastigma
- Synaldis microcara
- Synaldis nakhonensis
- Synaldis nigriceps
- Synaldis nitidula
- Synaldis nitidulator
- Synaldis nodosa
- Synaldis numerosa
- Synaldis orotshi
- Synaldis painteri
- Synaldis perfida
- Synaldis propedistractam
- Synaldis pygmaea
- Synaldis quadrata
- Synaldis quinnipiacorum
- Synaldis reducta
- Synaldis rotundidens
- Synaldis segmentata
- Synaldis sensillosa
- Synaldis seralae
- Synaldis simplimarginata
- Synaldis sinaulice
- Synaldis sincera
- Synaldis soederlundi
- Synaldis spiraculosa
- Synaldis spiritalis
- Synaldis sternaulis
- Synaldis sulcata
- Synaldis tenerifensis
- Synaldis tothi
- Synaldis ultima
- Synaldis ussuriana
- Synaldis venustula
- Synaldis vestigata
- Synaldis viructae